# Incubus - Chapter Seven
Incubus - Chapter Seven è il settimo album della band power metal tedesca Metalium, uscito nel 2008

## Tracce
1. Trust (Intro) - 2:21
2. Resurrection - 4:33
3. Gates - 4:15
4. Incubus - 6:57
5. Take Me Higher - 4:31
6. Never Die - 4:54
7. At Armageddon - 4:52
8. Sanity - 4:34
9. Meet Your Maker - 4:44
10. Hellfire - 4:38
11. Soulchaser (bonus track per il Giappone)

## Formazione
- Henning Basse - voce
- Matthias Lange - chitarra
- Michael Ehré - batteria
- Lars Ratz - basso